# Ремфри, Кит
Кит Ремфри (англ. Keith Remfry; 17 ноября 1947, Илинг, Мидлсекс — 16 сентября 2015) — британский дзюдоист и самбист, призёр чемпионатов Европы и мира по дзюдо, бронзовый призёр чемпионата Европы по самбо, серебряный призёр соревнований по дзюдо летних Олимпийских игр 1976 года в Монреале.

## Спортивная карьера
Начал заниматься дзюдо в лондонском «Будокай», старейшем клубе японских боевых искусств в Европе.
В 1971 году завоевал бронзовую медаль на чемпионате мира в немецком Людвигсхафене, победив по ходу турнира чемпиона Японии Канео Ивацури. На летних Олимпийских играх в Мюнхене (1972) выступил неудачно, уступив уже в первом круге серебряному призёру предыдущих Игр в Токио (1964) канадцу Дугласу Роджерсу.
На чемпионате Европы по дзюдо в Мадриде (1973) завоевал серебряную медаль, а на мировом первенстве в швейцарской Лозанне в том же году стал бронзовым призёром. В последующие годы он редко выступал в международных соревнованиях, пока не отобрался на летнюю Олимпиаду в Монреале (1976) в тяжелом весе, где стал 11-м. Однако через пять дней в абсолютной весовой категории сумел завоевать серебряную медаль, уступив лишь японскому дзюдоисту Харуки Уэмуре.
Первоначально выбрав карьеру полицейского, впоследствии он перешёл к деятельности в качестве тренера по дзюдо. Последние годы вследствие заболевания почек был вынужден провести в инвалидном кресле.